# Куйманский сельсовет
Куйманский сельсове́т — сельское поселение в Лебедянском районе Липецкой области. 
Административный центр — село Куймань.

## История
В соответствии с законами Липецкой области №114-оз от 02.07.2004 и №126-оз от 23.09.2004 Куйманский сельсовет наделён статусом сельского поселения, установлены границы муниципального образования.
1 октября 2017 года в Куйманский сельсовет был включён Павловский сельсовет.

## Население
| 2010 | 2012  | 2013  | 2014  | 2015 | 2016 | 2017 | 2018 | 2021  |
| ---- | ----- | ----- | ----- | ---- | ---- | ---- | ---- | ----- |
| 1140 | ↘1103 | ↘1043 | ↘1005 | ↘989 | ↘988 | ↘947 | ↘905 | ↗1610 |

## Состав сельского поселения
| № | Населённый пункт | Тип населённого пункта       | Население |
| - | ---------------- | ---------------------------- | --------- |
| 1 | Андреевка        | деревня                      | 2         |
| 2 | Грязновка        | село                         | 264       |
| 3 | Куймань          | село, административный центр | 857       |
| 4 | Павелка          | село                         | 281       |
| 5 | Павловское       | село                         | 119       |